# Convenzione di Varsavia
La Convenzione di Varsavia è una convenzione internazionale che regola le responsabilità nei casi di trasporto remunerato di persone, bagagli o beni da parte di vettori aerei; la sua denominazione per esteso è "Convenzione per l'unificazione di alcune regole relative al trasporto aereo internazionale".

## Firma e successive modifiche
Firmata originalmente il 12 ottobre 1929 a Varsavia (da cui il nome), Polonia, ed è stata modificata nel 1955 all'Aja, Paesi Bassi, e nel 1971 a Città del Guatemala, Guatemala. Corti degli Stati Uniti d'America hanno stabilito che, almeno in alcuni ambiti, la Convenzione di Varsavia è uno strumento differente dalla Convenzione di Varsavia così come emendata dal Protocollo dell'Aja.
La Convenzione venne scritta originalmente in francese e i documenti originali vennero depositati negli archivi del Ministero degli Affari Esteri polacco.
La Convenzione di Montréal, firmata nel 1999, ha rimpiazzato il sistema introdotto dalla Convenzione di Varsavia.

## Ratifiche
Al 2014, la Convenzione di Varsavia è stata ratificata da 152 stati. Il Protocollo dell'Aja è stato ratificato da 137 stati.

## Struttura e contenuti
La Convenzione si struttura in 5 capitoli:
- Capitolo I - Definizione
- Capitolo II - Titolo di trasporto
- Capitolo III - Responsabilità del vettore
- Capitolo IV - Disposizioni relative ai trasporti combinati
- Capitolo V - Disposizioni generali e finali

In particolare, la Convenzione di Varsavia:
- obbliga i vettori ad emettere biglietti per i passeggeri;
- richiede che i vettori emettano ricevute bagaglio per il bagaglio in stiva;
- crea un periodo limite di due anni entro i quali ogni richiesta di risarcimento deve essere avanzata (art. 29)
- I DSP sono stati introdotti con il successivo protocollo di Aia nel 1955

### Danni a passeggeri in caso di assistenza da parte di medici a bordo
In base agli artt. 17 e 18 della Convenzione di Varsavia, le compagnie aeree sono responsabili per ogni danno che occorra ai passeggeri o agli oggetti in loro possesso durante il volo. Però, le compagnie aeree non possono essere considerate responsabili se il danno risulta da colpa del passeggero stesso o da altro passeggero - per esempio, un medico - che assista un passeggero malato di sua propria iniziativa (art. 20). Per essere coperti dal vettore aereo, i medici devono rispondere ad una richiesta del capitano in caso sia necessaria assistenza a passeggeri malati. In tali casi, i medici sono considerati come staff temporaneo della compagnia aerea, che agiscono in base a istruzioni della stessa compagnia.